# Hamburg Records
Hamburg Records ist eine in Hamburg ansässige Künstleraufbau und -Vermarktungsgesellschaft mit den Bereichen Künstlermanagement, Independent-Label, Musikverlag und Merchandise-Produktion und -Vertrieb, die von Pyogenesis Sänger Flo V. Schwarz im Jahr 2002 gegründet wurde.

## Geschichte

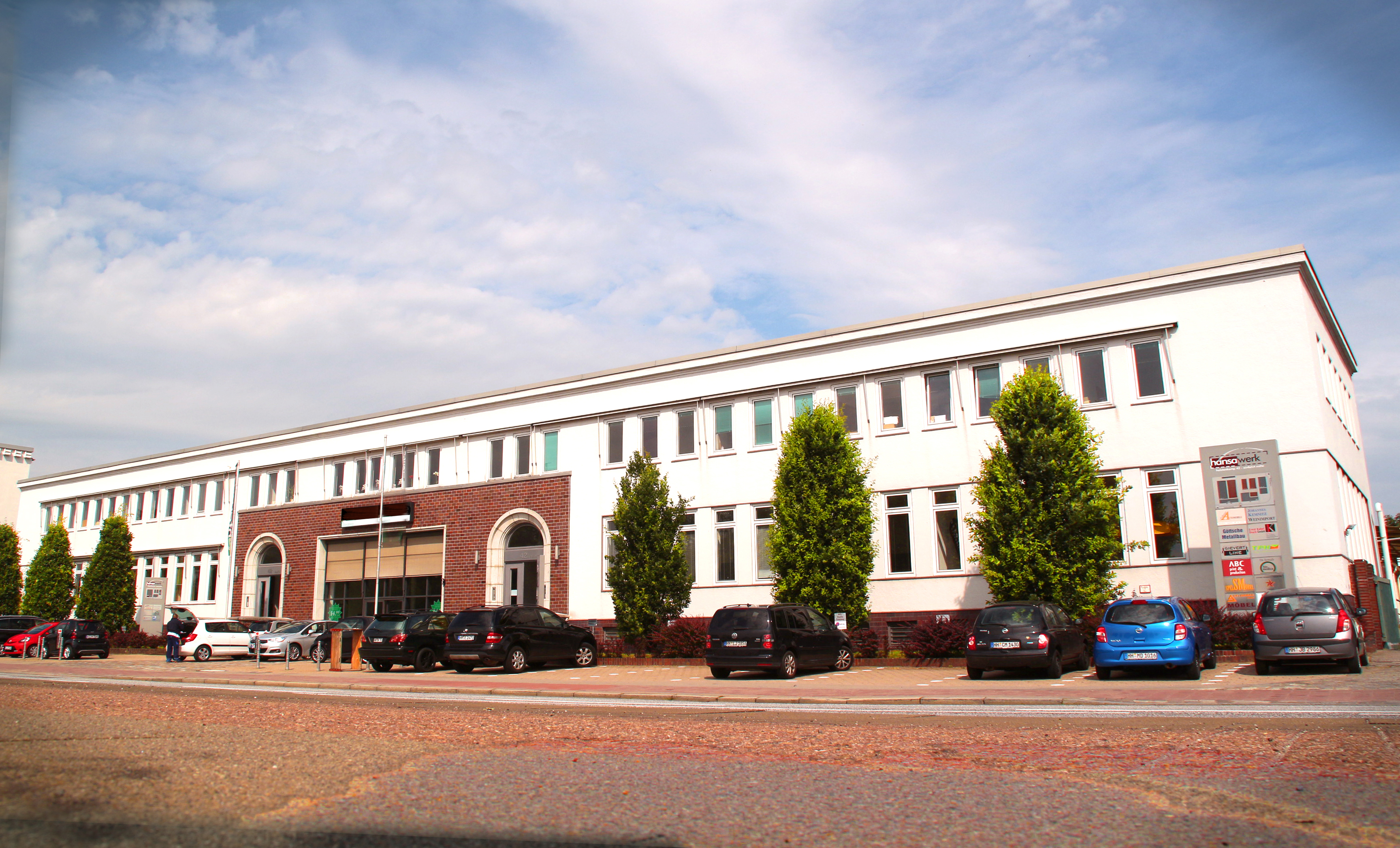
Hamburg Records, seit 2011 in den ehemaligen Hansa Schiffsmotorenwerken

Flo V. Schwarz hatte bereits in verschiedenen Firmen der Musikindustrie, wie beispielsweise Nuclear Blast gearbeitet, als er für seine Band Pyogenesis die Veröffentlichungsrechte zurückbekommen konnte und die Firma Hamburg Records gründete, um die besagten Rechte entsprechend weltweit auswerten zu können. Doch das Unternehmen entwickelte sich im Verlauf der Jahre weg von einer reinen Plattenfirma.
Während der 2000er erweiterte sich das Geschäftsfeld um ein Management-Department, wobei der musikalische Fokus stets auf Rock im Allgemeinen und Punk-Rock bzw. Metal im Besonderen lag. 2004 kam ein Online-Shop und 2006 der Merchandise-Druckservice Shirtagentur zum auf der Hamburger Reeperbahn beheimateten Unternehmen hinzu. In diesem Bereich entwickelte sich die Firma zu einem der größten Lieferanten im deutschsprachigen Raum und arbeitet in diesem Bereich auch für Unternehmen, die zur Firmenphilosophie von Hamburg Records passen, wie zum Beispiel dem FC St. Pauli oder Fritz-kola.
Nach einigen Jahren Verlags-Kooperationen mit EMI und Warner gründete die Firma den Musikverlag Glorious Songs. Das erste Signing war der Top40 Charterfolg Itchy Poopzkid Lights Out London.

## Künstler (Auszug)
- Anti-Flag
- Atlas Losing Grip
- Bloodhound Gang
- Donots
- Eisbrecher
- Exploited
- Emil Bulls
- Equilibrium
- Itchy Poopzkid
- Jupiter Jones
- Lacrimosa
- Life of Agony
- Lord Of The Lost
- Megaherz
- Montreal
- Oomph!
- Pyogenesis
- Rantanplan
- Revolverheld
- Samiam
- Sondaschule
- ZSK